# Congrès Internationaux d'Architecture Moderne

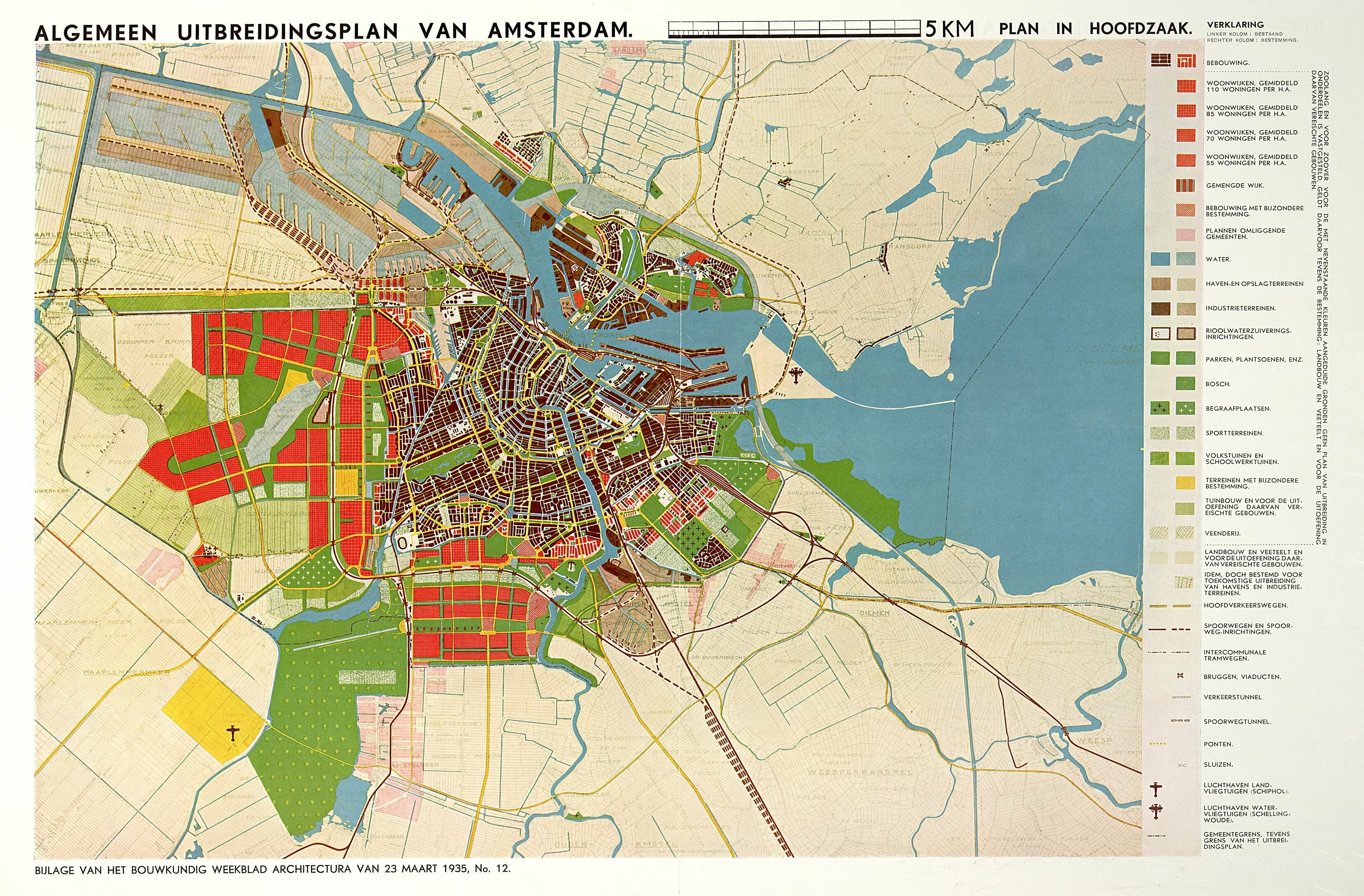
Algemeen Uitbreidingsplan van Amsterdam uit 1934.

Congrès Internationaux d'Architecture Moderne (CIAM) was een groot internationaal platform dat in de eerste helft van de 20e eeuw een grote stempel heeft gedrukt op het architectuurdebat. Dit platform bestond van 1928 tot 1959. Een van de belangrijkste ideeën die uit de CIAM voortkwamen was het idee van De functionele stad. In de CIAM werden geplande steden gepropageerd, waarbij de functies als wonen, werken en recreatie van elkaar gescheiden zijn. Deze gedachte wordt in het Nederlands ook wel de CIAM-gedachte genoemd.

## Geschiedenis
De verspreiding van de moderne architectuur (functionalisme, nieuwe bouwen, nieuwe zakelijkheid) in Europa werd in belangrijke mate bevorderd door verschillende initiatieven. De CIAM was hiervan een van de belangrijkste. In 1928 verzamelden 24 architecten zich op initiatief van de Zwitserse Hélène de Mandrot in La Sarraz, Zwitserland, waar ze de zgn. verklaring van La Sarraz onderschreven, waarin als uitgangspunt voor een eigentijdse architectuur- en stedenbouwkundige praktijk werd gesteld dat architectuur en stedenbouw gerelateerd moesten worden aan de politieke en economische realiteit, aan de veralgemeende industrialisatie en de ermee verbonden maatschappelijke structuurveranderingen.
De ontwikkeling bestaat uit twee fasen:
- De eerste fase (1928-1933) was de meest doctrinaire fase waarbij congressen in Frankfurt am Main (Woning voor het bestaansminimum) en Brussel (Rationele aanleg van woonwijken) plaatsvonden. Vooral Duitstalige, socialistisch georiënteerde architecten van de Neue Sachlichkeit hadden het voor het zeggen. De bij de thema's horende vragen hielden verband met de optimale omvang en hoogte van de woonblokken; hoogste efficiëntie voor gebruik van oppervlakte en bouwmaterialen.
- De tweede fase (1933-1947) werd vooral beheerst door Le Corbusier met een bewuste voorrang aan stedenbouw. In 1933 vond in Athene CIAM IV plaats met als thema de De functionele stad. 33 steden werden toen aan een analyse onderworpen door middel van de criteria wonen, werken, recreatie en het verbindend element verkeer. Het was een studie om stedenbouwkundige tekortkomingen op te sporen. Het hiervan afgeleide Handvest van Athene, in 1941 door Le Corbusier gepubliceerd, was een document met het meest olympische, retorische en destructieve karakter van alle documenten die ooit uit de CIAM zijn voortgekomen.

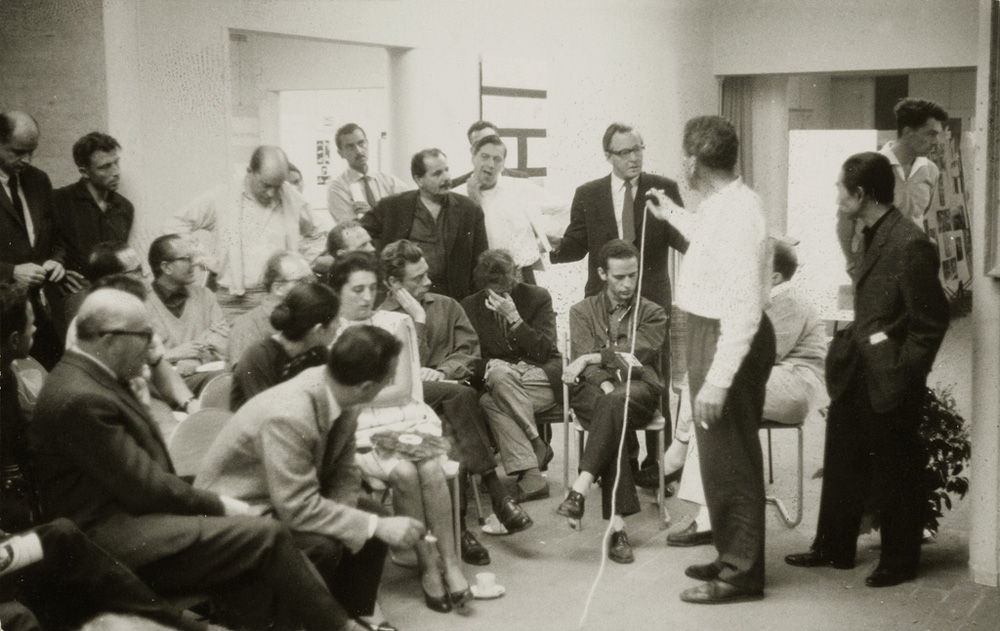
CIAM '59 in het Kröller-Müller Museum werd georganiseerd door Team 10.

Na de oorlog kregen de CIAM een andere karakter. Interne meningsverschillen werden nog groter dan voor de oorlog. Sociologische begrippen als 'menselijke schaal' en 'core' (stadshart als verbindend element) deden hun intrede. Een nieuwe generatie van architecten en stedenbouwkundigen deed afstand van het idee dat architectuur a-esthetisch moest zijn. De nieuwe voorzitter, Jaap Bakema, sprak van 'function of form' en niet van 'form follows functions', een van de slogans van het nieuwe bouwen. In 1959 vond in het Kröller-Müller Museum de laatste CIAM-bijeenkomst plaats.
In Nederland waren de architectenverenigingen De 8 en De Opbouw de belangrijkste vertegenwoordigers van de CIAM. Deze groepen verspreidden hun ideeën in hun gezamenlijke tijdschrift De 8 en Opbouw.
Een van de opvolgers van de CIAM was Team 10.

## Voorbeelden
Het Algemeen Uitbreidingsplan van Amsterdam uit 1934 van CIAM-voorzitter Cornelis van Eesteren wordt meestal als hét voorbeeld gezien van de toepassing van de CIAM-gedachte in stedenbouw. Een ander voorbeeld is het ontwerp van Brasilia door de Braziliaanse architect Lucio Costa. De CIAM speelde ook een belangrijke rol in het ontwerp van het Basisplan voor de Wederopbouw van Rotterdam, waar logistieke functies en woonfuncties van elkaar gescheiden zijn. Ook bij het ontwerp van het dorp Doorwerth speelde de CIAM-filosofie van scheiding van woon- en werkfuncties een belangrijke rol.